# Kirchmatting
Kirchmatting ist ein Ortsteil der Gemeinde Salching im niederbayerischen Landkreis Straubing-Bogen.

## Lage
Kirchmatting liegt etwa zwei Kilometer östlich von Salching im Übergang vom Isar-Inn-Hügelland in den Gäuboden.

## Geschichte
Das Gebiet ist seit langem besiedelt, wie auch ein Fund vom 7. Juni 1939 bewies. Damals wurde auf einem Feld des Bauern Hochholzer ein hölzernes Fässlein mit 1169 Münzen ausgeackert, römische Denare und Sesterzen, die jüngsten geprägt im Jahre 231 n. Chr. mit dem Bildnis des damaligen Kaisers Alexander Severus und seiner Frau. 
Im 9. Jahrhundert hatte das Kloster St. Emmeram umfangreichen Güterbesitz in der Gegend. Die frühen Nennungen des Ortes können sich auch auf das unmittelbar benachbarte Matting beziehen, doch bereits 901 ist eindeutig das davon unterschiedene Kirchmatting gemeint. Auch im Güterverzeichnis von Kloster Metten wird Besitz in Chirmettingen aufgeführt. Im Konskriptionsjahr 1752 bestand der Ort aus 13 Anwesen, von denen elf zur Hofmark Rain und zwei dem Kloster Oberalteich gehörten. Verwaltungsmäßig war Kirchmatting ein Teil der Obmannschaft Salching.
Bei der Gemeindebildung kam Kirchmatting 1818 zunächst zur Gemeinde Salching, wurde aber 1821 mit dem ebenfalls zum  Patrimonialgericht Rain gehörenden Oberpiebing zusammengeschlossen.  Bis 1848 übte noch das Patrimonialgericht I. Klasse Rain die Gerichts- und zum Teil auch die Polizeiverwaltung über Kirchmatting aus. Seit der Auflösung der Gemeinde Oberpiebing am 1. Mai 1978 im Zuge der Gebietsreform in Bayern ist Kirchmatting ein Ortsteil der Gemeinde Salching.

## Sehenswürdigkeiten
- Filialkirche St. Michael. Sie wurde 1718 erbaut.